# Army of Anyone
Army of Anyone fue un supergrupo formado por el líder de Filter, Richard Patrick con dos de los integrantes de Stone Temple Pilots. Además de Patrick como vocalista, la banda consistía en Dean DeLeo y Robert DeLeo en guitarra y bajo respectivamente y Ray Luzier (actualmente en Korn y antes en la banda de David Lee Roth) en batería. Esta fue la primera banda formada de los hermanos DeLeo sin Scott Weiland, desde el grupo de escasa duración Talk Show en 1997 y fue su primer gran proyecto desde la separación de STP en 2003.

## Discografía
Álbumes de estudio
- Army of Anyone (2006)

## Enlaces
- Sitio oficial
- Entrevista en MTV

- Datos: Q546223